# Диас, Джалма
Джалма Перейра Диас Жуниор (порт.-браз. Djalma Pereira Dias Júnior; 21 августа 1939, Рио-де-Жанейро — 1 мая 1990, Рио-де-Жанейро) — бразильский футболист, центральный защитник. Отец другого известного футболиста, Джалминьи.

## Карьера
Джалма Диас начал карьеру в любительском клубе из родного города Рио-де-Жанейро, «Эзекиел». В 1959 году он подписал свой первый профессиональный контракт на сумму в 10 крузейро с клубом «Америка» и через год выиграл в осставе команды чемпионат штата Рио-де-Жанейро. Там он провёл 2 года, после чего перешёл в «Палмейрас». Он дебютировал за 13 февраля 1963 года «Вердао» в матче чемпионата штата Сан-Паулу с клубом «Сан-Паулу», который «Палмейрас» проиграл 0:2. В тот период в Палмейрасе собралась очень сильная команда, состоящая из игроков сборной, Адемира, Дуду, Валдира и самого Джалмы Диаса. С «Палмейрасом» Джалма победил в двух чемпионатах штата Сан-Паулу, турнире Рио-Сан Паулу и стал обладателем Кубка Жоао Авеланжа. Всего за «Вердао» он провёл 239 игр (150 побед, 44 ничьих, 55 поражений) и забил 2 гола. Последнюю игру за «Палмейрас» Джалма провёл 2 апреля 1967 года, в ней его клуб победил «Крузейро» со счётом 3:2.
В 1968 году Джалма перешёл в клуб «Атлетико Минейро», дебютировав 3 марта 1968 года в игре с «Флуминенсе», в которой «Атлетико» проиграл 0:1. Всего за клуб он провёл 51 матч, последний раз за «Атлетико» он сыграл 29 марта 1969 года в матче чемпионата штата Минас-Жерайс с клубом «Вилла Нова», в котором «Атлетико» победил 4:0. Затем Джалма перешёл в «Сантос», в составе которого выиграл свой последний трофей — чемпионата штата Сан-Паулу. Завершил карьеру Джалма Диас в клубе «Ботафого» в 1974 году.
Джалма Диас умер в 1990 году, во время просмотра телевизора из-за сердечного приступа.

## Международная карьера
В составе сборной Бразилии Джалма Диас провёл 21 матч. Он дебютировал в национальной команде 12 мая 1962 года в товарищеской игре с Уэльсом, в которой бразильцы победили 3:1, а Джалма заменил Мауро Рамоса. 21 ноября 1965 года Джалма был участником исторических матчей, в которых сборная Бразилии, в двух разных вариантах составов, в один и тот же день проводила два матча, сначала с СССР, а затем с Венгрией. Джалма играл с командой Советского союза; матч завершился со счётом 2:2. Джалма Диас был игроком основного состава сборной на отборочных матчах к чемпионату мира 1970, проведя все 6 игр, в которых бразильцы пропустили только 2 гола. Однако на финальную часть турнира Джалма не поехал, из-за смены главного тренера национальной команды, с Жуана Салданьи на Марио Загалло, который не пожелал видеть Джалму в составе сборной.

## Достижения
- Чемпион штата Рио-де-Жанейро: 1960
- Чемпион штата Сан-Паулу: 1963, 1966, 1969
- Чемпион турнира Рио-Сан Паулу: 1965
- Обладатель Кубка Жоао Авеланжа: 1966